# Петя Миладинова
Петя Любомирова Миладинова (родена на 10 януари 1962 г.) е българска актриса и драматург.

## Ранен живот
Миладинова произлиза от семейство на актьори. Завършва ВИТИЗ „Кръстьо Сарафов“ със специалност актьорско майсторство. Баща ѝ е актьорът Любомир Миладинов, по-известен с ролята си на Черния капитан в „На всеки километър“, а майка ѝ е актрисата Надя Савова, която е по-известна с ролята си на баба Цеца в комедийния сериал „Етажна собственост“.

## Актьорска кариера
Играла е в театъра в Шумен, а също и две години в Хасково. По-късно се мести в театър „Сълза и смях“. Тя е съучредител на театър „Диалог“. Има участия в спектаклите „Солунските съзаклятници“, „В лунната стая“, „Суматоха“, „Това е абсурд“, „Колко е важно да бъдеш сериозен“ и други. Участва в многобройни спектакли и театрални проекти на фестивали в страни от Европа като Унгария (Будапеща и Сегед), Грузия, Узбекистан (Ташкент), Русия (Ярославл), Италия (Урбино и Рим), Франция (Авиньон) и Румъния (Яш).

## Кариера на озвучаваща актриса
Миладинова се занимава с озвучаване на филми и сериали от 1968 г. Първата ѝ работа е върху руски анимационен сериал, когато тя е на шест години. По-късно озвучава във филмите, в които се снима. Започва да озвучава по-активно след сериала „Алф“ през 1989 г.
Още известни заглавия с нейно участие са „Право на любов“, „Луд съм по теб“, „Абсолютно съвършени“, „Вавилон 5“ (дублаж на студио Доли), „Сибил“ (дублаж на GTV) „Доктор Кой“, „Шеметни години“, „Монк“ (в седми и осми сезон), „Узурпаторката“, „Двама мъже и половина“ (от втори сезон), „Срещу вълните на живота“, „Шепот от отвъдното“ (от втори до пети сезон), „До смърт“, „Експериментът“, „Старгейт Юнивърс“, „Паднала от небето“, „Костюмари“, „Мистериите на Мис Фишър“ (дублаж на Про Филмс), „Непростимо“, „Една жена“, „Младият Шелдън“, „Без твоя поглед“ и „Квантов скок“ (дублаж на Нова телевизия).
Анимационни поредици с нейно участие са „Приключенията на Гумените мечета“, „Сейлър Муун“, „Супермен: Анимационният сериал“, „Малките титани“ (дублаж на Имидж Продакшън) и „Дък Доджърс“ (дублаж на bTV).
| Актриса           | Заглавия | Роли                                                   |
| ----------------- | --- | ------------------------------------------------------ |
| Аиша Тайлър       | XIII (дублаж на Медиа Линк) Двама мъже и половина | Лорън Джоунс Алисън                                    |
| Алекс Менесес     | Д-р Куин Лечителката (дублаж на Диема Вижън) Семейство Флинтсоун: Да живее Рок Вегас (дублаж на Диема Вижън)                                                                     | Тереза Моралес Рокси                                   |
| Анна Торв         | Любовници Експериментът | Алекс Оливия Дънам                                     |
| Барбара Ийв Харис | Шепот от отвъдното Ризоли и Айлс: Криминални досиета | Дороти Пери Камил Фрост                                |
| Британи Сноу      | Умиротворителят (дублаж на Диема Вижън) Перфектният ритъм 2 | Зоуи Плъмър Клоуи Бийл                                 |
| Грей Делайл       | Шеметни години Новото шоу на Уди Кълвача (дублаж на Диема Вижън) Дък Доджърс (дублаж на bTV)                                                                                     | Г-ца Камински Фрийда Компютър, Вампирски булки и други |
| Джаклин Обрадорс  | Шест дни, седем нощи (дублаж на студио Доли) Биячи | Анджелика Росария Паркс                                |
| Джени Маккарти    | Сестри по неволя Двама мъже и половина (в пети сезон) | Манди Раднор Кортни                                    |
| Джина Торес       | Паднала от небето Костюмари | Даяна Хол Джесика Пиърсън                              |
| Джуди Гриър       | Двама мъже и половина Щура любов | Майра Мелник и Бриджит Шмид Кони Грабовски             |
| Джулиет Люис      | Път с предимство Фирмата | Хайди Тамара Инез „Тами“ Хемфил                        |
| Ейми Акуино       | Забранено за момчета Монк | Анна Ронда                                             |
| Ейприл Болби      | Двама мъже и половина Паднала от небето | Кимбър и Канди Стейси Барет                            |
| Карла Гуджино     | Пазителите Пингвините на Мистър Попър | Сали Джупитър/Копринения спектър Аманда Попър          |
| Кат Денингс       | Агент XXL 2 (дублаж на Диема Вижън) Без пукната пара | Моли Фулър Максин „Макс“ Джордж Блек                   |
| Кати Бейтс        | Непознати роднини Двама мъже и половина | Агнес Менюр Чарли Харпър                               |
| Кели Стейбълс     | До смърт Двама мъже и половина (в седми и осми сезон) | Санди Мелиса                                           |
| Кристъл Алън      | Анаконди: Потомство Анаконди: Кървата следа | Аманда Хейс Аменда Хейс                                |
| Линдзи Лоън       | Шеметни години Ваканцията | Даниел Себе си                                         |
| Лиа Томпсън       | Завръщане в бъдещето Завръщане в бъдещето 2 Завръщане в бъдещето 3 | Лорейн Макфлай Маги Макфлай и Лорейн Макфлай           |
| Лолита Давидович  | Гореща Аляска Ризоли и Айлс: Криминални досиета (дублаж на bTV) | Мери Джейн Пичър Мелъди Патерсън                       |
| Лора Прийпон      | Шеметни години Там ли си, Челси? | Дона Пинсиоти Челси Нюман                              |
| Луси Лоулес       | Херкулес (дублаж на Диема Вижън) Двама мъже и половина | Зина Памела                                            |
| Мариън Рос        | Шеметни години В очакване на Купидон | Баба Форман Баба                                       |
| Морган Феърчайлд  | Шеметни години Двама мъже и половина | Карълайн Дона                                          |
| Нишел Никълс      | Стар Трек: Филмът Стар Трек II: Гневът на Хан Стар Трек III: В търсене на Спок Стар Трек IV: Пътуване към вкъщи Стар Трек V: Последната граница Стар Трек VI: Неоткритата страна | Ниота Ухуру                                            |
| Фамке Янсен       | Аз, шпионинът (дублаж на Имидж Продакшън) Х-Мен 2 (дублаж на Диема Вижън) Твърде лично (дублаж на Диема Вижън)                                                                   | Рейчъл Райт Джийн Грей Леонор „Лени“ Милс              |
| Хали Бери         | Баща похитител (дублаж на Диема Вижън) Семейство Флинтстоун (дублаж на Диема Вижън)                                                                                              | Катлийн Мърсър Г-ца Шарън Стоун                        |

## Други дейности
През 2000 г. преподава актьорско майсторство в частната школа „Tour d`efors“. Тя е автор и реализатор на спектакъл върху първа теоретична лекция по история на Античния театър.
Миладинова се занимава и с писане на стихове. Някои от стихосбирката ѝ „Ако някой умре“ са излъчени по радио Свободна Европа в края на 80-те, а част от тях са публикувани в „Литературен вестник“.
Пише детската книжка „Приказни гатанки“, която е издадена през 2003 г. По-късно реализира на спектакъл със същото име с пиесата на Яна Добрева, базиран на книжката.
През 2004 г. преподава в Частна театрална школа за „Деца, лишени от родителска грижа“ в дом „П. Славейков“.

## Награди и номинации
Заема специално участие в книгата „Вълшебният град“ на Кирил Милчев, която получава наградата на Сдружението на Независимите Писатели за 2001 г.
През 2002 г. получава втора награда на конкурс за сценарий „Студио на петия етаж“ в категорията Ситуационна комедия, организиран от Национален Филмов Център и Медия Студио „Доли“.
През 2003 пиесата ѝ „Цветния хълм“ е номинирана на националния конкурс за драматургия „Иван Радоев“ и е избрана в раздел драматургия на фестивала „Друмеви празници“. По-късно през 2009 и 2010 г. „Цветния хълм“ се класира на трето място на конкурса на Националния Филмов Център в раздела за анимация.
Миладинова е включена в Антология Пишещи актьори „Написано в антракта“ през 1998 г., както и в Алманах „Ирин Пирин“ през 2003 г.
През 2011 г. Миладинова получава национална награда за драматургия на куклено-театралния фестивал „Михаил Лъкатник“ – Ямбол за пиесата „Фън и небесния дракон“.
Същата година пиесата „Папирусът на Тот“ е номинирана на конкурс за детска радиопиеса в БНР „Христо Ботев“.

## Личен живот
Има един син. В свободното си време Миладинова се занимава с отглеждане на тропически птички от вида гулдови амадини.

## Филмови и телевизионни участия
| Година      | Филм                                       | Роля                                                  | Режисура                     |
| ----------- | ------------------------------------------ | ----------------------------------------------------- | ---------------------------- |
| 1987        | 13-та годеница на принца                   | Елена                                                 | Иванка Гръбчева              |
| 1985        | Борис I – дъщерята на рибаря               | дъщерята на рибаря                                    | Борислав Шаралиев            |
| 1984        | Нощем с белите коне, (6 серии)             | Криста                                                | Зако Хеския                  |
| 1984        | В името на народа (8 серии)                | Милка                                                 |                              |
| 1982        | Най-тежкият грях                           | Красимира                                             | Иванка Гръбчева              |
| 1981        | Къде живееш?                               | Мария                                                 | Генчо Генчев                 |
| 1976 – 1980 | Записки по българските въстания (13 серии) | малката дъщеря на бачо Танас (в 3 серии: II, III, IV) | Георги Бранев Веселин Бранев |
| 1974        | На живот и смърт (3 серии)                 |                                                       | Неделчо Чернев               |
| 1974        | Изпити по никое време (2 новели)           |                                                       | Иванка Гръбчева              |
| 1973        | Деца играят вън (тв)                       |                                                       | Иванка Гръбчева              |
| 1971        | Герловска история                          | Калинка                                               | Гриша Островски              |
| 1969        | Иконостасът                                |                                                       | Христо Христов Тодор Динов   |
| —           | Дай един огън                              |                                                       | —                            |
| —           | Четири часа пеене (две части)              |                                                       | —                            |
| —           | Рожден ден                                 |                                                       | —                            |

## Участия в театъра
Измежду по-известните и участия са:
- „Солунските съзаклятници“ от Георги Данаилов
- „Гледна точка“ от Василий Шукшин
- „В лунната стая“ от Валери Петров
- „Самоубиецът“ от Николай Ердман
- „Суматоха“ от Йордан Радичков
- „Тоз, който получава плесници“ от Леонид Андреев
- „Еснафска сватба“ от Бертолт Брехт
- „Дзън“
- „Бит“ по Иван Хаджийски
- „Това е абсурд“ от Иван Кулеков
- „Убийството на Гонзаго“ от Недялко Йорданов
- „Колко е важно да бъдеш сериозен“ от Оскар Уайлд
- „Трамвай Желание“ от Тенеси Уилямс
- „Пепеляшка“ от М. Минков
- „Вишнева градина“ от Антон Чехов

ТВ театър
- „Евангелие по Матея“ (1990) (Стефан Грозданов)

### Пиеси, регистрирани в Театър Аутор
| Пиеса                       | Бележки |
| --------------------------- | --- |
| Цветния хълм                | - Номинация на националния конкурс за драматургия „Иван Радоев“ - Селекция на националния конкурс за драматургия „Друмеви празници“ - Две поредни години трето място на конкурса за анимация на Национален Филмов Център |
| Вампирова булка             | Aдаптация за куклен театър съвместно с режисьора Тодор Вълов. От 2010 г. се играе в Столичен куклен театър. |
| Братимир                    | Приказка за деца и възрастни. |
| По волята на Ра             | Препоръчителна за деца над 13 години. Номинация на Форум за антична и ренесансова драматургия, Стара Загора 2013 г. |
| Папирусът на Тот            | Приказка за деца с египетски мотиви, номинирана на конкурс за радио-пиеса през 2011 г. Реализирана е през юли 2012 г. по програма Христо Ботев с режисьор Георги Михалков. |
| Кикибок и слънчевата дъщеря | Приказка за деца с африкански мотиви. - Реализирана през юли 2012 г. за Фестивала „Деца играят за деца“ от Детска школа към Нов драматичен театър „Сълза и смях“ с режисьор Емил Емилов. - Реализирана през 2014 г. в Драматично-куклен театър „Димитър Димов“ в Кърджали с режисьор Емил Емилов. |
| Фън и Небесния дракон       | Приказка за деца с китайски мотиви. Реализирана от Държавен куклен театър Търговище през май 2012 г. с режисьор Ивайло Марков. Преведена на руски език, руска редакция на текста – Марк Сорски. - Национална награда за драматургия на Куклено-театралния фестивал „Михаил Лъкатник“, 2011 г. - Награда за сценография на Куклено-театралния фестивал „Михаил Лъкатник“, 2013 г. Награда на детското жури на Куклено-театралния фестивал „Михаил Лъкатник“, 2013 г. |
| Ясен и Омая                 | Мюзикъл по мотиви от народна приказка с български митологични елементи, ноември 2012 г. - Първа награда за драматизация на Куклено-театралния фестивал „Михаил Лъкатник“, 2013 г. |
| Аладин                      | Мюзикъл с премиера на 7 декември 2012 г. в Национален музикален театър „Стефан Македонски“. Съавтор на либретото с Иван Ангелов. Музика – Марио Балтаджиев. Режисьор – Надежда Асенова. |
| Съдба                       | Пиеса на руски и български език, съвместно авторство с Марк Сорски, 2013 г. |
| Фън, Магу и тварите Уду     | Втора част от трилогията „Фън“, 2016 г. - Отличена на конкурса по дараматургия „Вълшебната завеса“ през 2016 г. |